# Klokke (instrument)
 For alternative betydninger, se Klokke. (Se også artikler, som begynder med Klokke)
En klokke er en simpel lydgiver, der oftest er lavet af metal. Klokken er et kuppelformet perkussioninstrument, der virker ved, at enten en indvendig påsat tunge, der hedder en knebel, eller en udvendig hammer slår på klokken, der får kuplen til at danne vibrationer og dermed lyd. I mindre klokker, kendt som bjælder, er der en hul metalkugle lukket inde i klokken, der danner lyden.
De fleste klokker er lavet af legeringen klokkebronze, der består af 78% kobber og 22% tin, men de kan også godt være lavet af andre ting, såsom keramik eller glas. Der er fundet primitive klokker lavet af frugtskaller og træ.